# Два Брата (острова, Дальнегорск)
Два Брата (также Два Пальца) — крохотный островок в Японском море, близ бухты Рудная. Расположен в 130 м от берега и в 3,7 км к югу от Рудной Пристани. Административно является частью Дальнегорского городского округа.

Островок представляет собой две скалы (два кекура), резко возвышающиеся из воды. Скалы стоят на общем основании, иногда затопляемом водой, и соединены с берегом рифом, на котором лежит много надводных и осыхающих камней. Высота большей из скал 23,2 м.
Два Брата являются одним из символов Рудной Пристани и Дальнегорска. Летом посещаются многочисленными туристами. Широкую известность получили, благодаря изображению на 1000-рублёвой купюре образца 1995 года. Бывший губернатор Приморья Евгений Наздратенко в интервью утверждал, что изображение попало на купюру с фотографии, висевшей у него в кабинете.

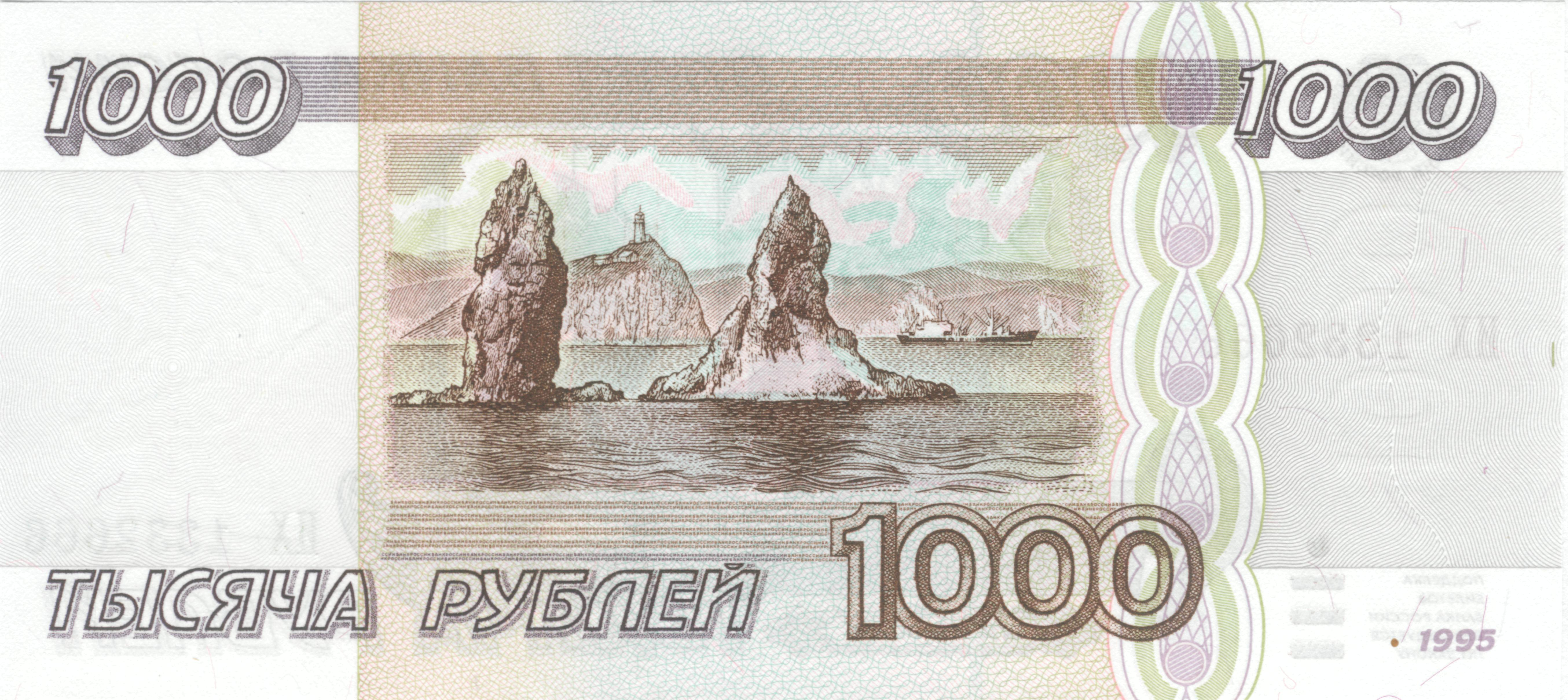
Два Брата на 1000-рублёвой купюре образца 1995 г.

## Геологическая история, геоморфология
Кекуры Два Брата являются геологическим памятником, классическим примером из целого класса подобных экзогенных форм рельефа. Предыстория возникновения скал восходит к верхнему мелу — нижнему палеогену, эпохе интенсивного вулканизма и формирования структур Восточно-Сихотэ-Алиньского вулканического пояса. В эту эпоху, около 60 миллионов лет назад, на окраине евразийской плиты в районе будущего Приморского края шли активные вулканические процессы, накапливались толщи рыхлого пирокластического материала кислых эффузивов. По центрам некоторых вулканических построек, по магмаподводящим каналам, внедрялась более вязкая лава и застывала в них. Таким образом формировались некки (или жерловины). В последующие миллионы лет, в течение палеогена и большей части неогена, происходила литификация (уплотнение) эффузивных толщ. Тем не менее, их плотность и механическая прочность остаётся невысокой по сравнению с горными породами, из которых состоит некк. Около 16 млн лет назад началось формирование впадины Японского моря. При постепенном увеличении площади морского бассейна возрастала и абразионная активность на побережье, начал формироваться шельф. В эпохи климатических оптимумов и связанных с ними морских трансгрессий, уровень моря повышался и фронт абразии продвигался далеко на запад, разрушая и переоткладывая на шельф разновозрастные породы побережья. Вследствие вертикальных движений земной коры, в совокупности с колебаниями уровня моря, эрозионный срез горных пород побережья осуществлялся на различных уровнях. Возможно, несколько сотен тыс. лет назад, в эпоху высоких и продолжительных морских трансгрессий, породы некка Двух Братьев уже «срезались» в своей верхней части абразионным воздействием моря. В это же время могла быть сформирована морская терраса (к западу от некка) уходившим вглубь материка фронтом эррозионного воздействия.

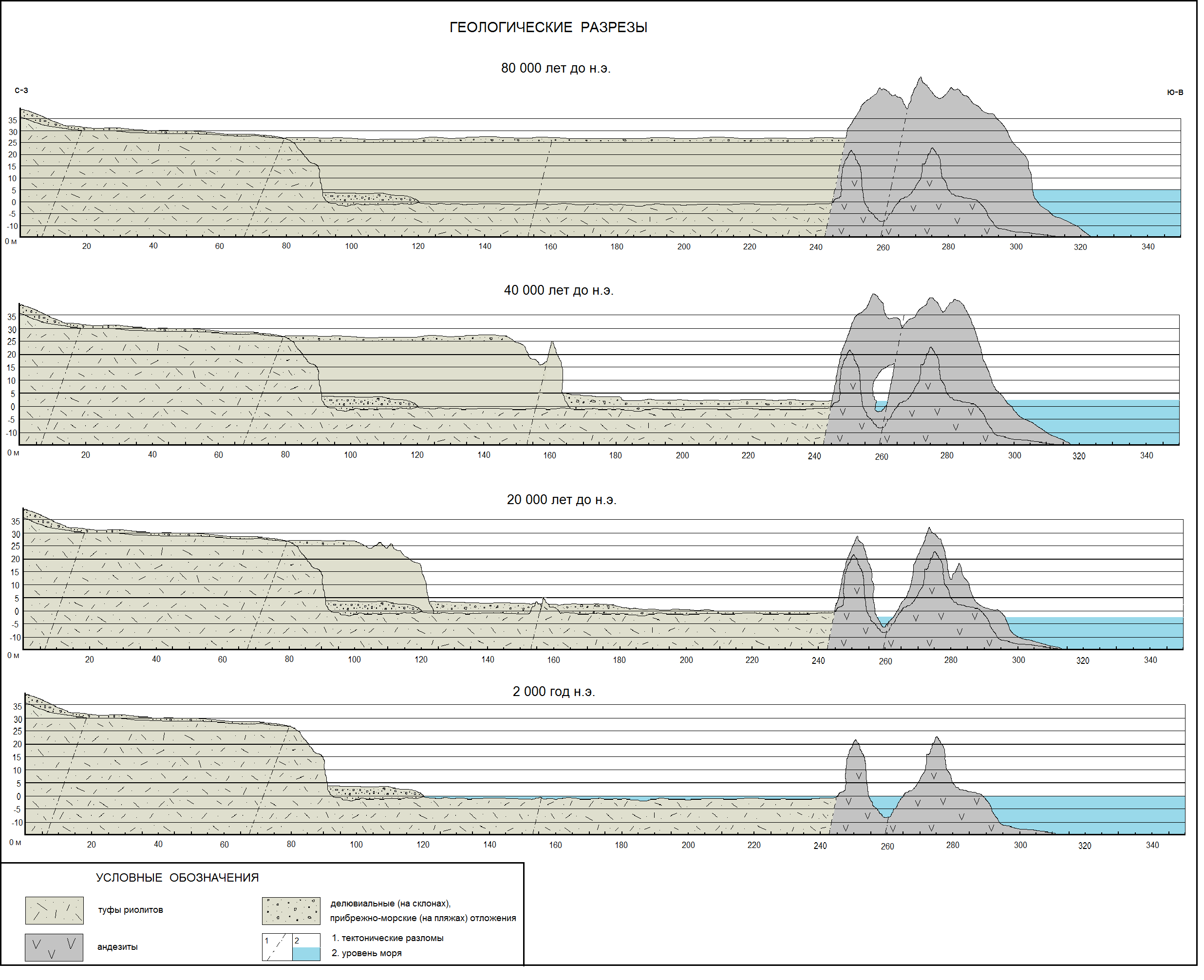
Рис. 1. Геологическое строение и развитие береговой линии в районе некка Двух Братьев

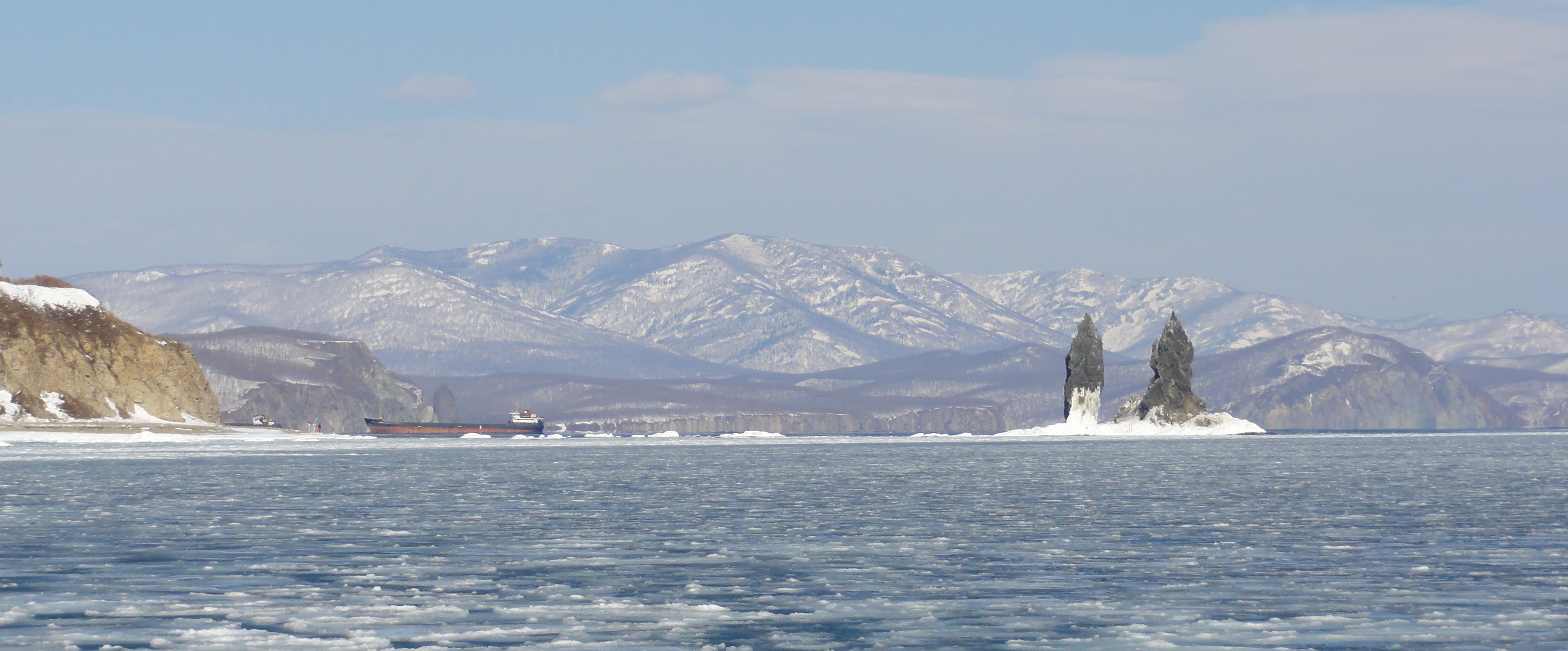
Кекуры в современную геологическую эпоху. На заднем плане, за кораблём, виден Клоковский некк, пока ещё соединённый с береговым массивом

При условии медленных вертикальных движений побережья и полной корреляции графиков солнечной инсоляции с положением уровня моря, возможно приблизительно охарактеризовать этапы развития береговой линии. Современный этап активизации береговых процессов, определивших нынешний облик Двух Братьев, начался около 135 тыс. лет назад. На протяжении приблизительно 20 тыс. лет уровень моря был выше современного, доходя до максимальной отметки, превышающей уровень моря голоценового оптимума на несколько метров. Породы некка обнажились в береговом обрыве и море начало отделять их от основного массива туфов риолитов. Затем, между 115 и 105 тыс. лет назад последовал резкий спад температур и, как следствие, морская регрессия до уровня ок. −9 м к современному. Сразу же за ней, между 105 и 70 тыс. лет до н. э. прошли две коротких волны трансгрессии +5 +6 м, разделённые коротким спадом не более −2 м. Эти подъёмы и опускания уровня моря проходили очень быстро, и абразивное воздействие полосы прибоя было «размазано» на значительном по высоте вертикальном отрезке крутого берега. В этот же период времени мыс Бринера, возможно, становился островом, а озёра Васьковское и Зеркальное — морскими бухтами, но были ими непродолжительное время. Некк Двух Братьев, перед началом второго этапа «обработки» примерно 65 тыс. лет назад, был очень похож на современную Клоковскую жерловину, находящуюся в 1,2 км к северу от бух. Клоково. Он находился на восточной оконечности маленького полуострова и представлял собой пока ещё не разделённую скалу, но уже теряющую свою целостность. Скала возвышалась над уровнем древней абразионной террасы. В её юго-западной части, по тектоническому разлому образовался глубокий грот.
Период межледниковья 65 — 35 тыс. лет назад, и связанная с ним морская трансгрессия, отличались от предыдущих своей большой продолжительностью и стабильностью положения уровня моря. И хотя подъём уровня был невысок +2 +3 м, в ландшафтах побережья произошли значительные изменения. Река Рудная успела перекрыть своими наносами бухты Васьковскую и Зеркальную, сделав из них лагунные озёра, а остров Бринера был причленён к материку намывной косой. Некк Двух Братьев отделился от материка и стал кекуром, соединённым со скалистым обрывом по началу нешироким каменистым пляжем. Грот в его юго-западной части превратился в сквозную арку. За десятки тысяч лет полуостров, некогда причленённый к некку, отступил на запад на 80 — 100 метров. На уровне его среза сформировался обширный бенч — подводная абразионная терраса. Вероятно, что в волновой тени за кекуром существовала галечниковая коса, соединяющая его с пляжем. Постепенно кекур разрушался, своды арки становились всё выше, пока совсем не обрушились.
В предшествующем последней голоценовой трансгрессии ледниковом периоде, ок. 20—25 тыс. лет назад, кекуры представляли собой вытянутые с юго-запада на северо-восток высокие скалистые гряды. Из-за пониженного уровня моря ближний кекур стоял на берегу. Пролив между кекурами продолжал углубляться и расширяться. Дальняя гряда состояла из двух-трёх разных по высоте выступов.
Последняя голоценовая трансгрессия продолжалась с 10 по 4 тысячелетие до н. э. Уровень моря поднимался до +4 +5 м, но из-за быстрого подъёма и спада значительного изменения береговых ландшафтов не произошло. Высокие береговые обрывы к югу от Двух Братьев практически не разрушались, лишь низкая древняя терраса отступила вглубь материка ещё на полсотни метров. Два Брата в это время были отделены от берега глубоким проливом. Края гряд разрушались штормовыми волнами более интенсивно, чем центральные части, и постепенно кекуры приобрели современные очертания.

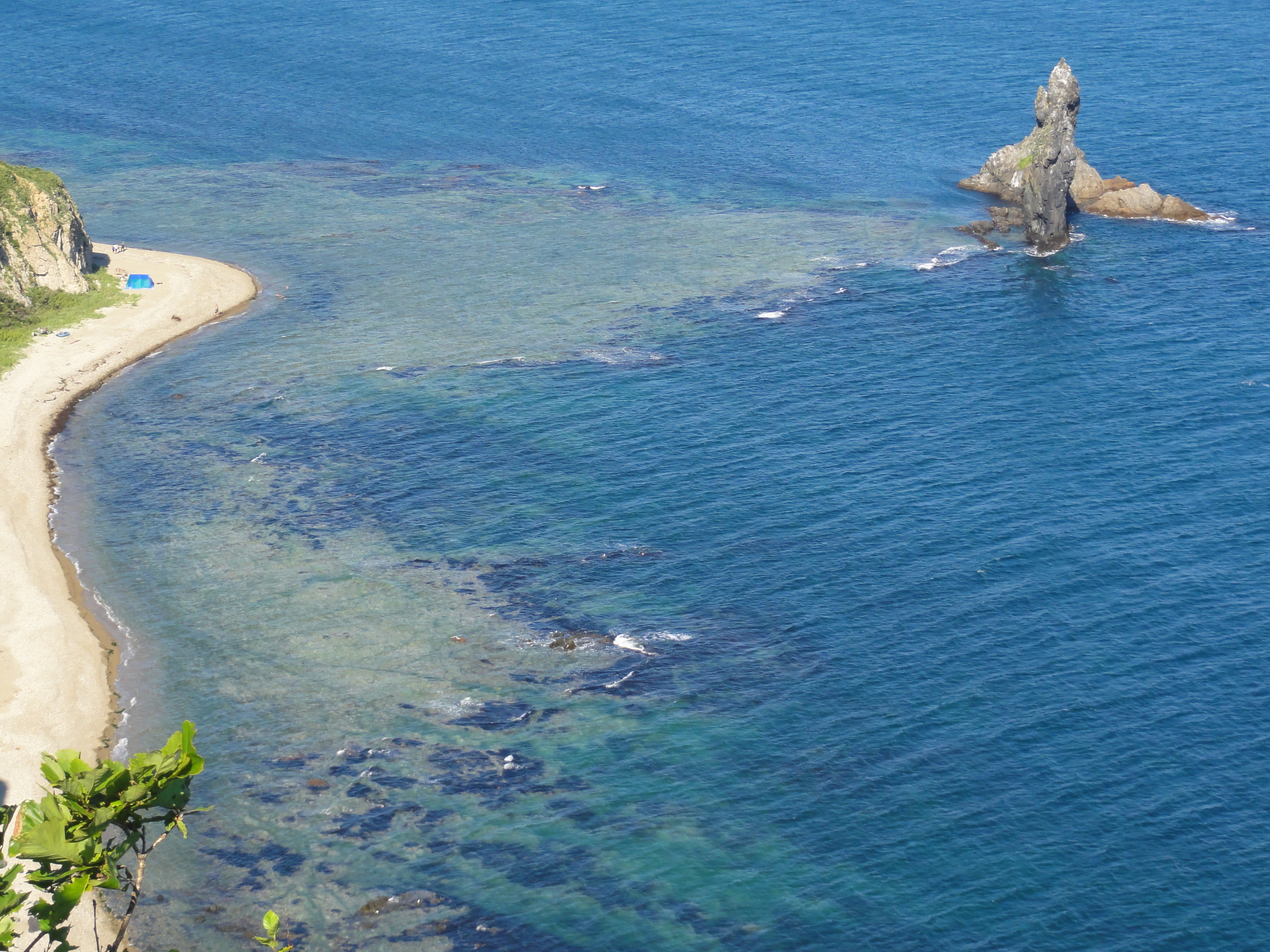
Подводная скалистая отмель из липаритов, на окраине которой находится некк

В настоящее время продолжается общее похолодание и падение уровня моря, осложнённое непродолжительными по времени (несколько сотен лет) пиками потеплений. Согласно циклам Миланковича, значительное похолодание на Земле наступит примерно через 50 тыс. лет. В течение ближайших 40 тыс. лет резких температурных колебаний не ожидается. Это означает, что уровень океана будет колебаться с небольшой амплитудой около современного положения (без учёта влияния вертикальных движений земной коры). При положении уровня эрозионного среза вблизи существующего, за период в 40 тыс. лет можно ожидать отступление высоких клифов (береговых обрывов) на несколько метров в районах гористого побережья, и на несколько десятков метров там, где береговые обрывы невысоки (мыс напротив Двух Братьев, побережье к северу от Лидовки). Будет увеличиваться ширина и площадь бенчей (скалистых подводных отмелей), кекуры Два Брата превратятся в гряды невысоких рифов, а Клоковский некк отделится от берегового массива и станет отдельным кекуром. В более отдалённой перспективе, через несколько сотен тысяч или миллиона лет, при стечении благоприятных факторов, возможно образование из некка Двух Братьев нового кекура на более низком уровне эрозионного среза.

## Ландшафты, биология, подводный мир
Вследствие очень малой площади и относительно большой высоты на островах проявлены лишь абразионные процессы. Если на малых островках Амурского залива, таких, как Фальшивый, Камень Матвеева и др., сравнимых по площади с Двумя Братьями, ещё можно найти относительно пологие участки, заросшие травой и кустарничками, то здесь распространены лишь голые скалы. Это объясняется расположением кекуров у побережья открытой части акватории Японского моря и, как следствие, более интенсивному воздействию волн. Кроме того, играет роль морфология скал. Ближний к берегу кекур от уреза воды до высоты приблизительно 15 м имеет очень крутые склоны — 75—90°, местами до 100° (отрицательные уклоны). На дальнем кекуре приблизительно до половины своей высоты (ок. 10 м) имеются небольшие площадки, но верхняя половина почти отвесна. Во время штормов преобладающее направление ветра и волны с юга и юго-востока. Высота заплеска брызгами морской воды может достигать 12—16 м. Во время зимних штормов скалы покрываются ледяной коркой. С этих направлений — юг, юго-восток, восток, поверхность островов безжизненна. На привершинных участках кекуров появлению растительности препятствует птичий помёт. Растения можно встретить на склонах, не подверженных влиянию штормов, но ниже мест отдыха морских птиц. Прежде всего бросаются в глаза ярко-жёлтые, жёлто-коричневые корки лишайников. Они распространены в среднем и верхнем поясе кекуров, на почти отвесных участках скал западных — северо-восточных экспозиций. На северо-западном склоне ближнего кекура, на высотах 14—18 м, в небольших карманах скал, заполненных почвой, произрастают небольшие группки пырея и низкорослой полыни. Площадь участка с самой пышной и разнообразной растительностью на всех островах составляет 10—12 м². Он находится на северо-западном обращённом к материку склоне дальнего кекура, на высоте 5—8 м над урезом воды. Здесь, на наклонной площадке, ограниченной крутыми обрывами, произрастают мокрец, пырей, осока и даже конский щавель. Летом площадка выделяется ярко-зелёным пятном на тёмно-серой поверхности кекура и хорошо видна с берега.

## Туризм
Вероятно, первым упомянул о Двух Братьях В. К. Арсеньев в самом начале XX столетия. Он же сделал первые их фото.

К югу от мыса Бринера, метрах в двухстах от берега, из воды торчат ещё две скалы, именуемые, как и всегда, «Братом и сестрой». Раньше это были береговые ворота. Свод их обрушился, и остались только одни столбы. Если смотреть на мыс Бринера с северного берега бухты Тетюхе, то кажется, что столбы эти стоят на песчаном перешейке.— Арсеньев В. К. «По Уссурийскому краю»
В 1909 году кекуры фотографировал Сергей Дюкин — исследовавший в этом году с братом и сестрой долину реки Тетюхе (Рудная). Постепенно скалы Два Брата становились «визитной карточкой» Тетюхе-Пристани, а затем и Дальнегорского района и Северного Приморья. Их изображения встречаются на иллюстрированных изданиях, посвящённых природе Приморья и Дальнего Востока как советского периода, так и последующих лет. Кроме того, скалы Два Брата на фоне маяка мыса Бринера были изображены на 1000-рублёвой купюре образца 1995 года.
Благодаря удобному расположению недалеко от Рудной Пристани и Дальнегорска участок побережья в районе мыса Бринера и кекуров Два Брата — один из самых посещаемых на территории Дальнегорского городского округа. При этом спуска на пляж для автомобилей нет, сам пляж каменистый, местами галечниковый, а дно скалистое, неудобное для купания. Побережье Японского моря вблизи Двух Братьев в первую очередь интересно для дайвинга и эко-туризма.
До ближнего к берегу кекура можно добраться вброд. Дальний отделён глубоким проливом и добраться до него можно вплавь или на лодке. На дальнем кекуре имеется небольшой грот. На северной оконечности есть узкая расщелина, затопленная морем. С южной стороны кекура имеется небольшое озерцо морской воды, отгороженное от моря скалами, которое наполняется волнами и брызгами разбивающихся волн. Кекуры сложены очень прочной горной породой, с острыми сколами на гранях.